# 羽生英之
羽生 英之（はにゅう ひでゆき、 1964年4月3日 - ）は日本プロサッカーリーグ（Jリーグ）元事務局長。元東京ヴェルディ代表取締役社長。

## 略歴
東京都立富士高等学校、早稲田大学卒業。東日本旅客鉄道社員→東日本JR古河フットボールクラブ（現・ジェフユナイテッド市原・千葉）出向の後Jリーグに。2005年12月にJリーグ事務局長に就任。2010年、親会社の撤退による経営危機に立たされた当時J2の東京ヴェルディの経営に介入し、史上初となる事実上のJリーグ直轄運営（公式には関連会社「ジェイリーグエンタープライズ」を介しての経営）を行うにあたり、Jリーグ事務局長との兼務の形で12月に社長に就任。その後新スポンサー探しに奔走する最大の功労者となった。
東京ヴェルディはその後ゼビオ、バディ企画研究所などが中心となった複数の企業グループの共同出資を取り付けることに成功。当初はこの再建のめどが立ったところで一旦経営から退く予定だったが、周囲から羽生の続投を希望する声が殺到したため、Jリーグ事務局長の職を辞し、同年10月東京ヴェルディ社長に専念することが決まった。
2020年12月25日、東京ヴェルディの社長から退任し、日本プロサッカーリーグの参与に選任された。
2021年5月、子会社化に伴うゼビオの内部監査で羽生の不正が発覚した。ゼビオ関係者によると、スポンサー料の着服疑惑に加えてヴェルディの業績好転を装うためにスポーツクラブなどと架空取引を行い売り上げの水増しもしていたという。経費の使い方も尋常ではなく、年間30回近いゴルフのプレー代として120万円を請求、銀座の高級クラブ“などに隔週で通い年間220万円使用、お気に入りのホステスのために白金台にマンションを借り上げるなど交際費の合計は年間1000万円以上に上ったことが監査で明らかになった。